# オイテンハーヘ
オイテンハーヘ（アフリカーンス語: Uitenhage、[œjtənˈɦɑːxə]）は、南アフリカ共和国の東ケープ州にある町。英語では同じスペルでユイテンヘーグ ([ˈjuːtɨnheɪɡ]) と発音される。ポートエリザベス郊外にあたり、フォルクスワーゲンがアフリカ大陸最大規模の自動車工場を置く。
2021年2月23日、南アフリカ政府はオイテンハーヘからカリエガ（Kariega）への改称を発表した。これについてネルソン・マンデラ・ベイ都市圏政府は改称決定までの過程に問題があるとして、多部門の委員会を設立し南アフリカ政府へ抗議する動きを見せている。

## 歴史
地区の行政官ヤーコプ・フレン・コイラーによって1804年4月25日に建設され、ケープ植民地総督ヤン・ウィレム・ヤンセンスが行政長官のヤーコプ・アブラハム・オイテンハーヘ・デ・ミストにちなみ命名した。オイテンハーヘはグラーフ＝ライネ地区の一部をなした。
ケープ植民地は1872年に責任内閣制を宣言し、自治を手に入れた。1875年、当時のジョン・チャールズ・モルテーノ内閣によってオイテンハーヘとポートエリザベスや内陸部を結ぶ鉄道の建設がはじまった。その2年後の1877年、オイテンハーヘは市制施行した。
以後100年近く、オイテンハーヘはアパルトヘイト抵抗運動の中心地となった。1985年には葬列の群集が警官隊と衝突し、多くの死傷者を出すアパルトヘイト史上悪名高い事件が発生した。
2001年にポートエリザベスおよびデスパッチの各市と合併し、ネルソン・マンデラ・ベイが誕生した。

## 経済
フォルクスワーゲンやグッドイヤーが工場を構える。フォルクスワーゲンの工場に隣接するアレクサンダー工業団地では、そこに納入する自動車部品が生産される。

## 出身有名人
- バルタザール・ヨハネス・フォルスター - 政治家
- アラン・ヘンドリックス（英語版） - 政治家
- オッカート・ブリッツ - 棒高跳選手
- ナンティ・ヘイウォード - クリケット選手
- ショーン・バーク - ミュージシャン、作曲家[8]
- ジョゼフ・ペトラス・ヘンドリック・クロウ - イギリス陸軍士官
- クリスト・ヴァン・レンズバーグ - テニス選手[9]
- エノック・ソントンガ - 国歌『神よ、アフリカに祝福を』の作曲者